# Глогоњски Рит
Глогоњски Рит је приградско насеље и поднасеље Падинске Скеле. Припада београдској општини Палилула и налази се у банатском делу општине, тј. на левој обали Дунава, 3 км источно од зрењанинског пута, 16 км од центра Београда.
Након Другог светског рата на простору ПКБ подручја налазиле су се мочваре и густе неискрчене шуме. Одмах након оснивања ПКБа 27. децембра 1945, почео је прилив људи из свих крајева Југославије у потрази за послом. Први и најтежи задатак беше исушивање мочваре и крчење растиња, како би се створила поља за развој пољопривреде.
Први објекти који су претходили настанку Глогоњског Рита су били мало северније од данашње локације места. То су биле „три дрвене бараке“ у којима су живели радници, са неколико штала за узгој крава. Овај део места се данас зове „Стара Управа“. Бараке су биле у близини канала, унутра су биле преграђене и у њима је живело по неколико породица. Недалеко одавде, на путу за Јабучки Рит налазило се неколико објеката где се чувала живина. Данас се тај део места зове „Живинарник“.
Недуго затим почело је исушивање мочвара у близини око пруге и изградња првих зиданих објеката, тј. приземних кућа, на данашњој доњој локацији насеља. Куће су зидане од цигала, а сем њих, у непосредној близини почела је изградња фарме, тј. пољопривредног газдинства. Прво име насеља које је уписивано у катастарске књиге је било Комарева Хумка и дан данас је присутно у тим књигама. Данашње име насеља настало је због близине Глогоња, а реч РИТ на немачком значи мочвара.
Прва дирекција на почетку педесетих година била је смештена у згради која је данас Дом здравља. Одмах са стране била је једна кућа у којој је била смештена продавница и пекара. Током 1953, у згради данашње Дирекције, била је смештена млекара, где се млеко сакупљало и прерађивало. Ова мала млекара је претеча Имлека, зато што је управо она и та година узете за оснивачку годину ове компаније. Пругом је путнички воз саобраћао два пута дневно, којим су људи путовали у Београд. Путнички возови су укинути 1967, а теретни и данас саобраћају.
Почетком педесетих, главна улица је била једна уска земљана стаза са обе стране беше окружена шумом. Временом, стаза је прво поплочана калдрмом, а у новије време и асфалтом. Први трактори коришћени за пољопривредне радове били су гусеничари. Године 1951. изграђена је основна школа, како је било све више деце. Данас, деца у овој школи похађају прва четири разреда, а остатак школовања иду у ОШ „Олга Петров“ у Падинској Скели, где школским аутобусом путују петнаестак минута.
- Црква у Глогоњском Риту
- Терен ФК „Лепушница” из Глогоњског Рита
- Парк у Глогоњском Риту